# Jógvan Justinusson
Jógvan Justinusson war 1629 bis 1654 Løgmaður der Färöer.
Jógvan stammte aus Hattarvík. Er war Pächter von 8 merkur Land uppi í Húsi und sieben weiteren merkur am Gellingará. Bevor er zum Løgmaður ernannt wurde, war er Mitglied des Løgtings. Viel mehr ist über ihn nicht bekannt.